# جاده ئی۷۱۱ اروپا
جاده ئی۷۱۱ اروپا (به انگلیسی: European route E711) یکی از جاده‌های درجه ۲ قاره اروپا است.
این جاده که در کشور فرانسه قرار دارد از شهر لیون شروع شده و در شهر گرونوبل به پایان می‌رسد.